# Tour 6
Tour 6 es la séptima gira internacional de la cantante mexicana, Yuridia. La gira fue confirmada por la misma artista. Confirmando fechas en Zapopan, Monterrey y Morelia en México, en Modesto y Phoenix en Estados Unidos, y también países Centroamericanos como Costa Rica y El Salvador para el tour.  También conciertos promocionales para estaciones de radio en ciudades como Puebla y la Ciudad de México.

## Apariciones especiales
- María José
- Yahir
- Octubre Doce

## Lista de canciones
| 6 World Tour |
| --- |
| Setlist 1 - Intro: La lista de canciones no representa todas las fechas de la gira. 1. . Así se fue / Angel 2. . Te equivocaste 3. . Lo que son las cosas 4. . En su lugar / Ahora entendí 5. . Polos opuestos / Noche de copas 6. . Habla el corazón 7. . Maldita primavera 8. . Se va a terminar 9. . Si quieres verme llorar 10. . Enamorada y herida 11. . Sin la memoria 12. . No sabía 13. . Ganas de volar / Bombón de azúcar 14. . Alguna vez 15. . Me olvidarás 16. . Ya te olvidé 17. . Cobarde 18. . La carcacha / Amor prohibido / Baila esta cumbia Encore : 1. . Déjame volver contigo / Ámame / El me mintió 2. . Ya es muy tarde |

| 2017 |
| --- |
| - Intro: 1. . Te equivocaste / Angel 2. . Lo que son las cosas 3. . En su lugar / Ahora entendí 4. . Polos opuestos / Noche de copas 5. . Ganas de volar /Bombón de azúcar 6. . Ya es muy tarde 7. . ¿Qué nos pasó? 8. . Se va a terminar 9. . Si quieres verme llorar 10. . Enamorada y herida 11. . Alguna vez 12. . Señora 13. . Ya te olvidé Encore: 1. . La carcacha / Amor prohibido / Baila esta cumbia Encore 2: 1. . Déjame volver contigo / Ámame / El me mintió 2. . Cobarde |

## Fechas de la gira
| Fecha                    | Ciudad           | País           | Lugar                                  |
| ------------------------ | ---------------- | -------------- | -------------------------------------- |
| Norteamérica             |                  |                |                                        |
| 6 de noviembre de 2015   | Ciudad de México | México         | Auditorio Nacional                     |
| 27 de noviembre de 2015  | Guadalajara      | México         | Auditorio Telmex                       |
| 28 de noviembre de 2015  | Monterrey        | México         | Auditorio Banamex                      |
| 4 de diciembre de 2015   | Tlanepantla      | México         | Palenque de la Feria                   |
| 13 de diciembre de 2015  | Morelia          | México         | Palacio del Arte                       |
| 14 de enero de 2016      | León             | México         | Poliforum                              |
| 13 de febrero de 2016    | Aguascalientes   | México         | Palenque de la Feria                   |
| 22 de febrero de 2016    | Tijuana          | México         | El Foro                                |
| 23 de febrero de 2016    | Matamoros        | México         | Plaza Principal                        |
| 16 de marzo de 2016      | Nayarit          | México         | Foro Cultural                          |
| 22 de abril de 2016      | Tampico          | México         | Teatro del Pueblo                      |
| 6 de mayo de 2016        | Ensenada         | México         | Plaza del Pueblo Antiguo               |
| 7 de mayo de 2016        | Mexicali         | México         | Palenque Fex                           |
| 11 de mayo de 2016       | Monterrey        | México         | Arena Monterrey                        |
| 20 de mayo de 2016       | Villahermosa     | México         | Palenque Tabasco Dora Maria            |
| 26 de mayo de 2016       | Chihuahua        | México         | Palenque de la Feria                   |
| 23 de julio de 2016      | Querétaro        | México         | Plaza Fundadores                       |
| 17 de septiembre de 2016 | Ciudad de México | México         | Auditorio Nacional                     |
| 24 de septiembre de 2016 | Hermosillo       | México         | Palenque Expogan                       |
| 5 de octubre de 2016     | Guadalajara      | México         | Auditorio Benito Juárez                |
| 2 de noviembre de 2016   | Pauma Valley     | Estados Unidos | Pauma Valley Casino                    |
| 3 de noviembre de 2016   | Cabazon          | Estados Unidos | Morongo Casino Resort and Spa          |
| 4 de noviembre de 2016   | Modesto          | Estados Unidos | The Gallo Center                       |
| 5 de noviembre del 216   | Phoenix          | Estados Unidos | Celebrity Theatre                      |
| 11 de noviembre de 2016  | Monterrey        | México         | Auditorio Citibanamex                  |
| 12 de noviembre de 2016  | Tijuana          | México         | Audiorama El Trompo                    |
| 2 de diciembre de 2016   | Tucson           | Estados Unidos | Diamond Resort and Casino              |
| 10 de diciembre de 2016  | Tepic            | México         | Estadio de Béisbol                     |
| 16 de diciembre de 2016  | Morelia          | México         | Plaza Monumental                       |
| 27 de diciembre de 2016  | Acapulco         | México         | Forum Imperial, Esplanada Maria Bonita |
| 3 de febrero de 2017     | Aguascalientes   | México         | Palenque de la Feria                   |
| 4 de febrero de 2017     | Valladolid       | México         | Palenque de la Feria                   |
| 10 de febrero de 2017    | Querétaro        | México         | Auditorio Josefa Ortiz                 |
| 17 de febrero de 2017    | Saltillo         | México         | Parque Las Maravillas                  |
| 23 de febrero de 2017    | San Salvador     | El Salvador    | Anfiteatro CIFCO                       |
| 25 de febrero de 2017    | Guatemala        | Guatemala      | Forum Majadas                          |
| 26 de febrero de 2017    | Alajuela         | Costa Rica     | Parque Viva                            |
| 28 de febrero de 2017    | Cancún           | México         | Carnaval Cancún                        |
| 3 de marzo de 2017       | Chicago          | Estados Unidos | Copernicus Center                      |
| 4 de marzo de 2017       | Milwaukee        | Estados Unidos | Riverside Theatre                      |
| 5 de marzo de 2017       | Houston          | Estados Unidos | Arena Theatre                          |
| 9 de marzo de 2017       | San Antonio      | Estados Unidos | Aztec Theatre                          |
| 10 de marzo de 2017      | McAllen          | Estados Unidos | McAllen Performing Arts Center         |
| 11 de marzo de 2017      | Laredo           | Estados Unidos | Laredo Energy Arena                    |
| 17 de marzo de 2017      | Léon             | México         | Domo de la Feria                       |
| 18 de marzo de 2017      | San Luis Potosí  | México         | El Domo                                |
| 25 de marzo de 2017      | Toluca           | México         | Teatro Morelos                         |
| 31 de marzo de 2017      | El Paso          | Estados Unidos | The Plaza Theatre                      |
| 1 de abril de 2017       | Midland          | Estados Unidos | La Hacienda Event Center               |
| 2 de abril de 2017       | Dallas           | Estados Unidos | Majestic Theatre                       |
| 6 de abril de 2017       | Riverside        | Estados Unidos | Riverside Municipal Auditorium         |
| 7 de abril de 2017       | Los Ángeles      | Estados Unidos | The Wiltern                            |
| 8 de abril de 2017       | Sacramento       | Estados Unidos | Ace of Spades                          |
| 9 de abril de 2017       | San Diego        | Estados Unidos | House of Blues                         |
| 29 de abril de 2017      | Jalpan           | México         | Teatro del Pueblo                      |
| 4 de mayo de 2017        | Monterrey        | México         | Domo Care                              |
| 5 de mayo de 2017        | Abasolo          | México         | Poliforum                              |
| 12 de mayo de 2017       | Puebla           | México         | Auditorio del CCU                      |
| 15 de mayo de 2017       | Hermosillo       | México         | Palenque Hermosillo                    |
| 28 de julio de 2017      | Durango          | México         | Palenque FENADU                        |
| 30 de julio de 2017      | Gómez Palacio    | México         | Velaria Gómez Palacio                  |
| 11 de agosto de 2017     | Denver           | Estados Unidos | National Western Complex               |
| 12 de agosto de 2017     | Las Vegas        | Estados Unidos | House of Blues                         |
| 19 de agosto de 2017     | Santa Cruz       | Estados Unidos | Catalyst Club                          |
| 20 de agosto de 2017     | Costa Mesa       | Estados Unidos | Pacific Amphitheater                   |
| 15 de septiembre de 2017 | Ciudad de México | México         | Delegación Venustiano Carranza         |
| 16 de septiembre de 2017 | Zacatecas        | México         | Instalaciones de la FENAZA             |
| 29 de septiembre de 2017 | Ciudad Juárez    | México         | Plaza de la MeXicanada                 |
| 13 de octubre de 2017    | Tijuana          | México         | Audiorama El Trompo                    |
| 14 de octubre de 2017    | Mexicali         | México         | Palenque FEX                           |
| 28 de octubre de 2017    | Tlaxcala         | México         | Palenque de la Feria                   |
| 23 de noviembre de 2017  | Puebla           | México         | Auditorio Metropolitano                |
| 2 de diciembre de 2017   | Ciudad Obregón   | México         | Arcángeles Centro de Eventos           |